# Trichohestima setifera
Trichohestima setifera är en skalbaggsart som beskrevs av Stefan von Breuning 1943. Trichohestima setifera ingår i släktet Trichohestima och familjen långhorningar. Inga underarter finns listade i Catalogue of Life.